# EXIT (漫画)
EXIT（エグジット）は藤田貴美の漫画。

## 概要
著者のデビュー年（1989年）に白泉社「花とゆめ」に読みきりで掲載されたものがシリーズ化されたバンドもの漫画。休載や掲載媒体の移動が度重なる不遇で断続的な連載ながらも作品は続き、初出時から19年目を迎えた。現在は、幻冬舎のウェブコミック雑誌「スピカ」にて2004年から不定期連載中。
コミックスは、白泉社花とゆめコミックスから3巻刊行。その後、執筆の場を移したソニーマガジンズ、幻冬舎コミックスから、それぞれ新装版として再版されている。現在一般流通しているのは幻冬舎版。2011年4月、3年ぶりとなる待望の続刊12巻が発売された。
ちなみに、花とゆめコミックスのサイズは新書判。ソニーマガジンズKB（「きみとぼく」）版、幻冬舎バーズコミックスガールズコレクション版は、もともとソニーマガジンズが撤退したコミック部門を幻冬舎が引き継いだ事情もあり、判型は同じB6判。装丁もほぼ同じ。4分割した画面にキャラクター1人（6巻のみ2人）とタイトルロゴ、ナンバー、著者名というモダンなデザインは継承し、文字の配置のみ変えている。また、KB版はコート紙、幻冬舎版はマット紙を使用している点と、背表紙のロゴと地色（KB版は赤で統一、幻冬舎版は毎回変わる表紙カラーに準じる）も異なる点である。

## あらすじ
圧倒的な歌声をもつ卓哉は、あるコンテストで長身のギタリスト・凡河内（おおしこうち）と出会う。ベーシスト・各務、ドラマー・栗原を加えた4人で組んだバンド「VANCA（バンカ）」は、事務所を飛び出したり、レコード会社を移籍したり、ついに行き詰まって解散の危機を迎えたりと紆余曲折を経て、ようやくブレイクに至ろうとしていたが、徐々に卓哉と凡河内の歯車がズレはじめて…!?　アイドル歌手・雪や音楽ライター・伊集、VANCAに魅かれるユズル、卓哉があこがれたカリスマ・新名など、さまざまな人間模様を交えながら描く、転がり続けるロック神話。

## モデル
VANCAのモデルはBOØWYである。群馬県高崎市出身の主人公。長身ギタリスト。ギタリストに関わってくる学園祭クイーンと呼ばれた女性シンガー。バンド名が漢字表記から英字表記へ（「暴威」→「BOØWY」／「蛮嘉」→「VANCA」）。…等々。BOØWYのメンバーが雑誌などのインタビューで答えた言葉をそのまま使っている部分もある。とはいえ、もちろん物語はBOØWYの歴史をなぞっているわけではなく、音楽性やエピソードには他のバンドをイメージさせる要素も多い。

## 単行本
花とゆめコミックス（白泉社）
- EXIT 1巻 - 1990年12月発行（絶版）ISBN 4-592-12538-X
- EXIT 2巻 - 1992年06月発行（絶版）ISBN 4-592-12590-8
- EXIT 3巻 - 1993年03月発行（絶版）ISBN 4-592-12773-0

ソニー・マガジンズコミックス―きみとぼくCOLLECTION
- EXIT 1巻 - 1998年06月発行（絶版） ISBN 4-789-78078-3
- EXIT 2巻 - 1998年08月発行（絶版） ISBN 4-789-78081-3
- EXIT 3巻 - 1998年10月発行（絶版） ISBN 4-789-78090-2
- EXIT 4巻 - 1998年12月発行（絶版） ISBN 4-789-78094-5
- EXIT 5巻 - 1999年06月発行（絶版） ISBN 4-789-78112-7
- EXIT 6巻 - 2000年02月発行（絶版） ISBN 4-789-78229-8
- EXIT 7巻 - 2001年02月発行（絶版） ISBN 4-789-78331-6

バーズコミックス ガールズコレクション（幻冬舎コミックス）
- EXIT 01巻 - 2002年10月24日発行 ISBN 4-344-80154-7
- EXIT 02巻 - 2002年11月24日発行 ISBN 4-344-80169-5
- EXIT 03巻 - 2002年12月24日発行 ISBN 4-344-80178-4
- EXIT 04巻 - 2003年01月24日発行 ISBN 4-344-80189-X
- EXIT 05巻 - 2003年02月24日発行 ISBN 4-344-80206-3
- EXIT 06巻 - 2003年03月24日発行 ISBN 4-344-80219-5
- EXIT 07巻 - 2003年04月24日発行 ISBN 4-344-80232-2
- EXIT 08巻 - 2002年10月24日発行 ISBN 4-344-80147-4
- EXIT 09巻 - 2005年02月24日発行 ISBN 4-344-80524-0
- EXIT 10巻 - 2006年09月22日発行 ISBN 4-344-80825-8
- EXIT 11巻 - 2008年03月03日発行 ISBN 978-4-344-81231-4
- EXIT 12巻 - 2011年04月23日発行 ISBN 4-344-82182-3